# 鹿野政直
鹿野 政直（かの まさなお、1931年〈昭和6年〉8月20日 - ）は、日本の歴史学者。専門は日本近代史、思想史。早稲田大学名誉教授。

## 経歴
1931年、大阪府生まれ。大阪府立岸和田高等学校を経て1953年、早稲田大学文学部を卒業。同大学院を経て、1958年より同大学に勤務する。1970年、早稲田大学文学部教授に就任。1999年、早稲田大学を退職。

## 家族・親族
- 妻：堀場清子は詩人。

## 著作

### 単著
- 『日本近代思想の形成』（新評論社、1956年）
- 『明治の思想』（筑摩書房、1964年）
- 『明治維新につくした人々』（さ・え・ら書房、1966年）
- 『資本主義形成期の秩序意識』（筑摩書房、1969年）
- 『日本近代化の思想』（研究社出版、1972年／講談社学術文庫、1986年）
- 『大正デモクラシーの底流－土俗的精神への回帰』（日本放送出版協会〈NHKブックス〉、1973年）
- 『日本の歴史27 大正デモクラシー』（小学館、1976年、新版）
- 『近代精神の道程 ナショナリズムをめぐって』（花神社、1977年）
- 『福沢諭吉』（清水書院〈人と思想〉、1982年、新装版2016年）
- 『戦前・「家」の思想』（<叢書身体の思想9>創文社、1983年）
- 『近代日本の民間学』（岩波新書<黄版>、1983年）
- 『戦後沖縄の思想像』（朝日新聞社、1987年）ISBN 402255780X
- 『「鳥島」は入っているか　歴史意識の現在と歴史学』（岩波書店、1988年）ISBN 4000014978
- 『婦人・女性・おんな 女性史の問い』（岩波新書<赤版>、1989年）ISBN 4004300584
- 『歴史の中の個性たち』（有斐閣〈有斐閣選書〉、1989年）ISBN 4641181144
- 『沖縄の淵　伊波普猷とその時代』（岩波書店、1993年／岩波現代文庫、2018年8月）
- 『化生する歴史学 自明性の解体のなかで』（校倉書房、1995年）ISBN 4751728903
- 『歴史を学ぶこと』（岩波書店<岩波高校生セミナー>、1998年）
- 『化生する歴史学 自明性の解体のなかで』（校倉書房、1998年）
- 『近代日本思想案内』（岩波文庫<別冊14>、1999年）ISBN 4003500180
- 『日本の現代　日本の歴史9』（岩波ジュニア新書、2000年）ISBN 4005003397
- 『健康観にみる近代』（朝日新聞社、2001年）ISBN 4022597747
- 『兵士であること 動員と従軍の精神史』（朝日新聞社〈朝日選書〉、2001年）ISBN 4022598689
- 『日本の近代思想』（岩波新書<赤版>、2002年）ISBN 4004307678
- 『現代日本女性史 フェミニズムを軸として』（有斐閣、2004年）ISBN 4641076804
- 『近代国家を構想した思想家たち』（岩波ジュニア新書、2005年）ISBN 400500508X
- 『近代社会と格闘した思想家たち』（岩波ジュニア新書、2005年）ISBN 4005005179
- 『岩波新書の歴史 付・総目録1938～2006』（岩波新書<新赤版別冊9>、2006年）ISBN 4004390095
- 『鹿野政直 思想史論集』（全7巻：岩波書店、2007-2008年）
  - 1 大正デモクラシー・民間学
  - 2 女性　負荷されることの違和
  - 3 沖縄I　占領下を生きる
  - 4 沖縄II　滅却に抗して
  - 5 鋳なおされる心身
  - 6 個性のふるまい
  - 7 歴史意識と歴史学
- 『沖縄の戦後思想を考える』（岩波書店、2011年／岩波現代文庫、2018年7月）ISBN 4006003854

### 編著
- 『福翁自伝と福沢諭吉』（さ・え・ら書房<名著とその人>、1971年）
  - 改訂版『福沢諭吉と福翁自伝』（朝日選書、1998年）
- 『日本を創った人びと25 福沢諭吉　西欧化日本の出発』（平凡社、1979年）
- 『ジュニア　日本の歴史6　近代の日本』（小学館、1980年）
- 『桃太郎さがし 健康観の近代　歴史を読みなおす』（朝日新聞社<朝日百科日本の歴史 別冊23>、1995年）
- 『八重洋一郎を辿る　いのちから衝く歴史と文』（洪水企画、2020年）

### 共著
- （西岡虎之助）『日本近代史 黒船から敗戦まで』（筑摩書房、1971年）
- （堀場清子）『高群逸枝』（朝日新聞社<朝日評伝選15>、1977年／朝日選書、1985年）
- （堀場清子）『祖母・母・娘の時代』（岩波ジュニア新書、1985年）
- （新城郁夫）『対談 沖縄を生きるということ』（岩波書店［岩波現代全書］、2017年）ISBN 4000292048

### 共編
- （永原慶二）『日本の歴史家』（日本評論社、1976年）
- （由井正臣）『近代日本の統合と抵抗』（全4巻：日本評論社、1982年）
- （香内信子）『与謝野晶子評論集』（岩波文庫、1985年）ISBN 4003103823
- （堀場清子）『高群逸枝語録』（岩波現代文庫、2001年）ISBN 4006030282
- （鶴見俊輔・中山茂）『民間学事典 事項編』、『人名編』（三省堂、1997年）